# Брајт (Индијана)
Брајт (енгл. Bright) насељено је место без административног статуса у америчкој савезној држави Индијана.

## Демографија
По попису из 2010. године број становника је 5.693, што је 288 (5,3%) становника више него 2000. године.
| Група             | 2000.         | 2010.         |
| Белци             | 5.306 (98,2%) | 5.574 (97,9%) |
| Афроамериканци    | 22 (0,4%)     | 18 (0,3%)     |
| Азијати           | 5 (0,1%)      | 16 (0,3%)     |
| Хиспаноамериканци | 34 (0,6%)     | 42 (0,7%)     |
| Укупно            | 5.405         | 5.693         |